# Segno di Galeazzi

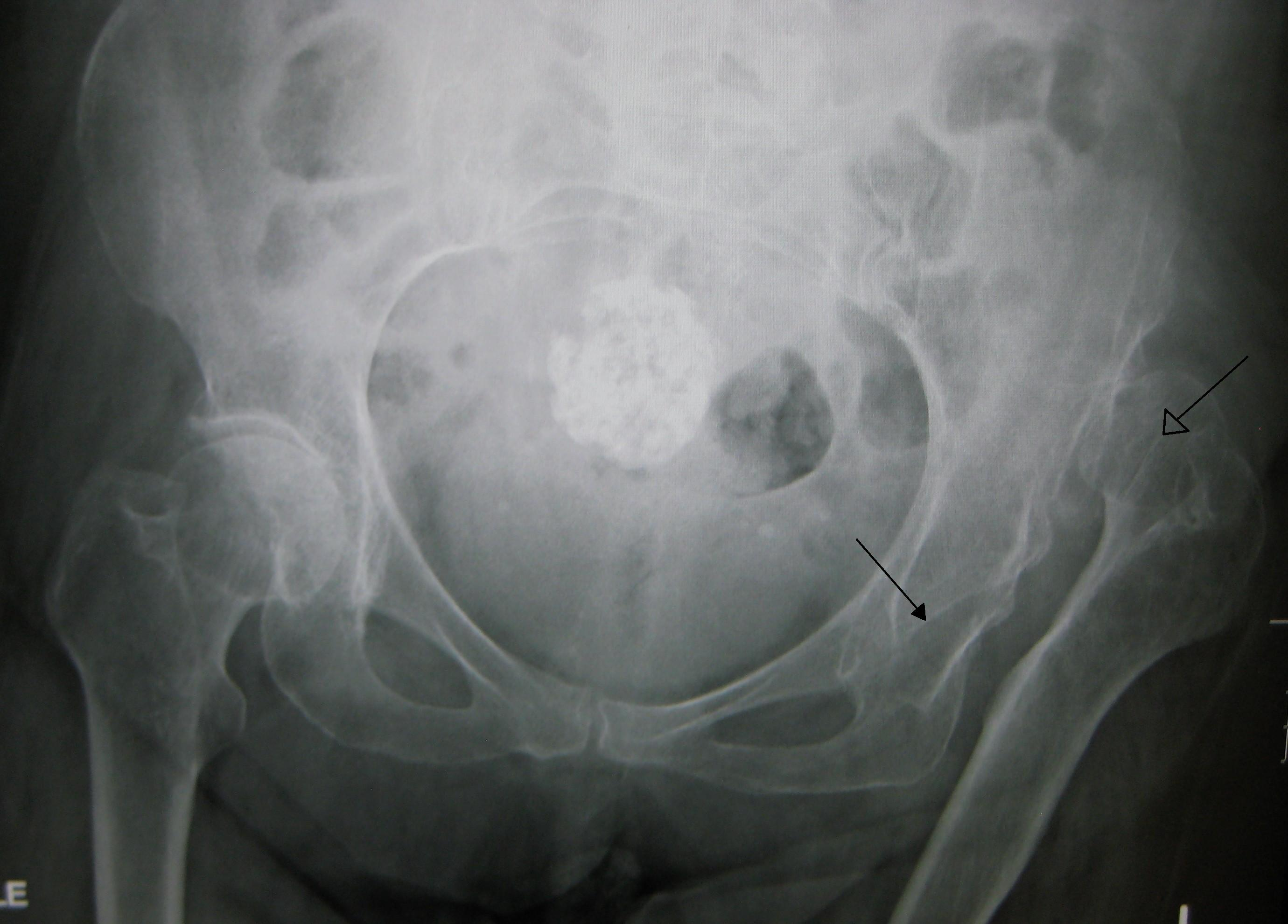
Lussazione congenita dell'anca sinistra. Può essere diagnosticata attraverso il segno di Galeazzi.

Il segno di Galeazzi, o di Allis, è un segno che suggerisce una lussazione congenita dell'anca o un accorciamento del femore. Si individua tramite l'asimmetria delle ginocchia osservando il paziente in posizione supina su una superficie piatta con le ginocchia stesse a 90°.
Prende il nome dall'ortopedico italiano Ricardo Galeazzi.